# Элис вверх тормашками
«Элис вверх тормашками» (англ. Alice Upside Down) — фильм, снятый на основе серии романов «Элис» писательницы Филлис Рейнольдс Нэйлор. Съемки проходили в школе Maplewood Richmond Heights Senior High в Сент-Луисе, Миссури. На DVD фильм вышел 29 июля 2008. В Северной Америке, фильм был показан на канале «Starz Kids & Family». В Латинской Америке, фильм транслировался на «Disney Channel». Сюжет фильма основан на истории 11-летней девочки Элис, перешедшей в 6 класс новой школы.

## Сюжет
Жизнь «новенькой» в школе, одиннадцатилетней Элис Маккинли (Элисон Стоунер), полна разочарований, неприятных моментов. Она не так популярна, как ей хотелось бы, да к тому же в новой школе, оказывается в классе у самой злой учительницы… Кроме того, она пробуется на роль в школьном мюзикле и оказывается, что у неё совсем нет слуха. Но в конце концов, с поддержкой своего отца (Люк Перри), брата (Лукас Грейбил), учителей (Пенни Маршалл, Эшли Дрейн), она справляется с трудностями и неприятностями в своей жизни.

## В ролях
- Элисон Стоунер — Элис МакКинли
- Лукас Грейбил — Лестер МакКинли
- Люк Перри — Бен МакКинли
- Пенни Маршалл — миссис Плоткин
- Эшли Дрейн — Мисс Коул
- Борис Коджоэ — мистер Эджкомб
- Паркер Маккенна Поузи — Элизабет Прайс
- Бриджит Мендлер — Памела Джонс
- Дилан МакЛафлин — Патрик Лонг
- Энн Дауд — тетя Салли

## Саундтрек
В саундтрек, который вышел 16 сентября 2008 года, вошли следующие песни:
1. Элисон Стоунер / Alyson Stoner — «Lost And Found»
2. Лукас Грейбил / Lucas Grabeel — «Gotta Rock»
3. Лукас Грейбил / Lucas Grabeel — «Jenny Got a Fever»
4. Элиот Слоун / Eliot Sloan — «Good Time»
5. Lost Tricks — «Something Out Of Nothing»
6. Дейна Лэйн / Dayna Lane — «Wrap Around»
7. Джордан Джон / Jordan John — «Starting Over»
8. Дейна Лэйн / Dayna Lane — «If You Didn’t Care»
9. Элисон Стоунер / Alyson Stoner — «Free Spirit»
10. Тиффани / Tiffany — «Higher (DJ Scotty K Mix)»